# Andrea Aldana
Andrea Aldana es una periodista colombiana conocida por su trabajo en la investigación de corrupción y violaciones de derechos humanos. Su carrera ha estado marcada por la violencia y las amenazas, lo que la ha llevado al exilio en más de una ocasión. Desde 2021, reside en España bajo el estatus de refugiada y continúa su labor periodística desde el extranjero.

## Trayectoria
Aldana inició su carrera en el periodismo judicial, enfocándose en temas de desaparición forzada y la corrupción dentro de las fuerzas policiales y fiscales de Colombia. Entre 2008 y 2010, sus investigaciones sobre agentes estatales vinculados al narcotráfico la convirtieron en un blanco de persecución y violencia. Fue víctima de agresiones sexuales y físicas como represalia por sus reportajes, lo que la llevó a salir de Colombia por primera vez. Pese a las agresiones, decidió seguir ejerciendo su profesión, convencida de que el silencio significaría una victoria para sus agresores. Tras su primer exilio, retornó a Colombia y continuó investigando, esta vez en el ámbito del periodismo rural, donde documentó la violencia en las zonas dominadas por actores armados ilegales y las violaciones de derechos humanos contra campesinos.
Aldana ha publicado historias en medios como Análisis urbano, portal dedicado a la guerra urbana en Medellín, Generación paz, Semana.com, Kavilando, Las2orillas, La fuerza informativa y el desaparecido periódico Crítica de la Argentina. Su trabajo ha incomodado tanto a la policía, al gobierno como a la mafia, lo que la ha obligado a esconderse en diversas ocasiones. Además, fue directora del periódico comunitario Tinta tres y su trabajo también ha sido destacado en revistas internacionales como National Geographic.
En 2021, debido a las crecientes amenazas de muerte y montajes judiciales en su contra, Aldana se acogió al programa de protección de Reporteros Sin Fronteras y se exilió nuevamente, estableciéndose en España. Desde entonces, ha colaborado con medios internacionales y ha continuado denunciando la situación en Colombia a través de redes sociales y publicaciones. Además, su resistencia y lucha por la libertad de prensa la han convertido en una figura prominente dentro de la comunidad de periodistas en el exilio, participando en iniciativas como "Elche, espacio seguro para la libertad de prensa" de la Universidad Miguel Hernández en Elche, donde comparte su experiencia y conocimientos con futuros profesionales de la comunicación.

## Reconocimientos
Andrea Aldana ha sido galardonada por su valentía y compromiso con la verdad. En 2020, recibió el reconocimiento del jurado del Premio Nacional de Periodismo Simón Bolívar, uno de los galardones más prestigiosos del periodismo colombiano. El premio lo recibió por su crónica titulada “Chocó no es tierra para débiles”, una detallada exposición de la situación en una de las regiones más afectadas por el conflicto armado en Colombia y una denuncia de los fallos del Estado en proteger a la ciudadanía más vulnerable.